# Jaskinia między Studniami
Jaskinia między Studniami – jaskinia w skałach Dudnik we wsi Podlesice w województwie śląskim, powiecie zawierciańskim, w gminie Kroczyce. Pod względem geograficznym jest to obszar Wyżyny Ryczowskiej, będącej częścią Wyżyny Częstochowskiej w obrębie Wyżyny Krakowsko-Częstochowskiej.
Jaskinia znajduje się w odległości 4 m na północ od ogrodzonego i oznakowanego otworu Studni Szpatowców. Otwór jest pionową szczeliną o wysokości do 4,5 m. Jest bardzo ciasna – ma szerokość około 25 cm i od góry jest otwarta. Od szczeliny w głąb skały odchodzi prosty korytarz o długości 7 m, zakończony niewielką, owalną komórką o wysokości 1,8 m i wymiarach 1,5 × 3 m. Po lewej stronie komórki jest wąska i niedostępna szczelina. Jest widoczna na długości do 3,5 m.
Jaskinia powstała w wapieniach z jury późnej. Na ścianach komory występuje rzeźba krasowa, szczotki krasowe, jamki korozyjne i wymycia. Brak nacieków. Namulisko składa się z gliny zmieszanej z wapiennym gruzem. Wewnątrz korytarza i komórki klimat jest ustabilizowany, jest ciemno i wilgotno. Brak roślin, obserwowano zwierzęta z grupy troglofilów i trogloksenów.

## Historia badania i dokumentacji
Po raz pierwszy jaskinia była wzmiankowana w pracy M, Szelerewicza i A. Górskiego w 1986 roku. Jej dokumentację opracował J. Zygmunt w sierpniu 2009 r. Nazwa jaskini pochodzi od jej położenia; tuż po jej południowej stronie znajduje się Studnia Szpatowców, a po północnej Mała Studnia Szpatowców. Oprócz nich w skałach Dudnika znajdują się jeszcze: Jaskinia w Dudniku, Jaskinia Zawał, Komin Prawej Nogi Baby, Pochylnia Lewej Nogi Baby.

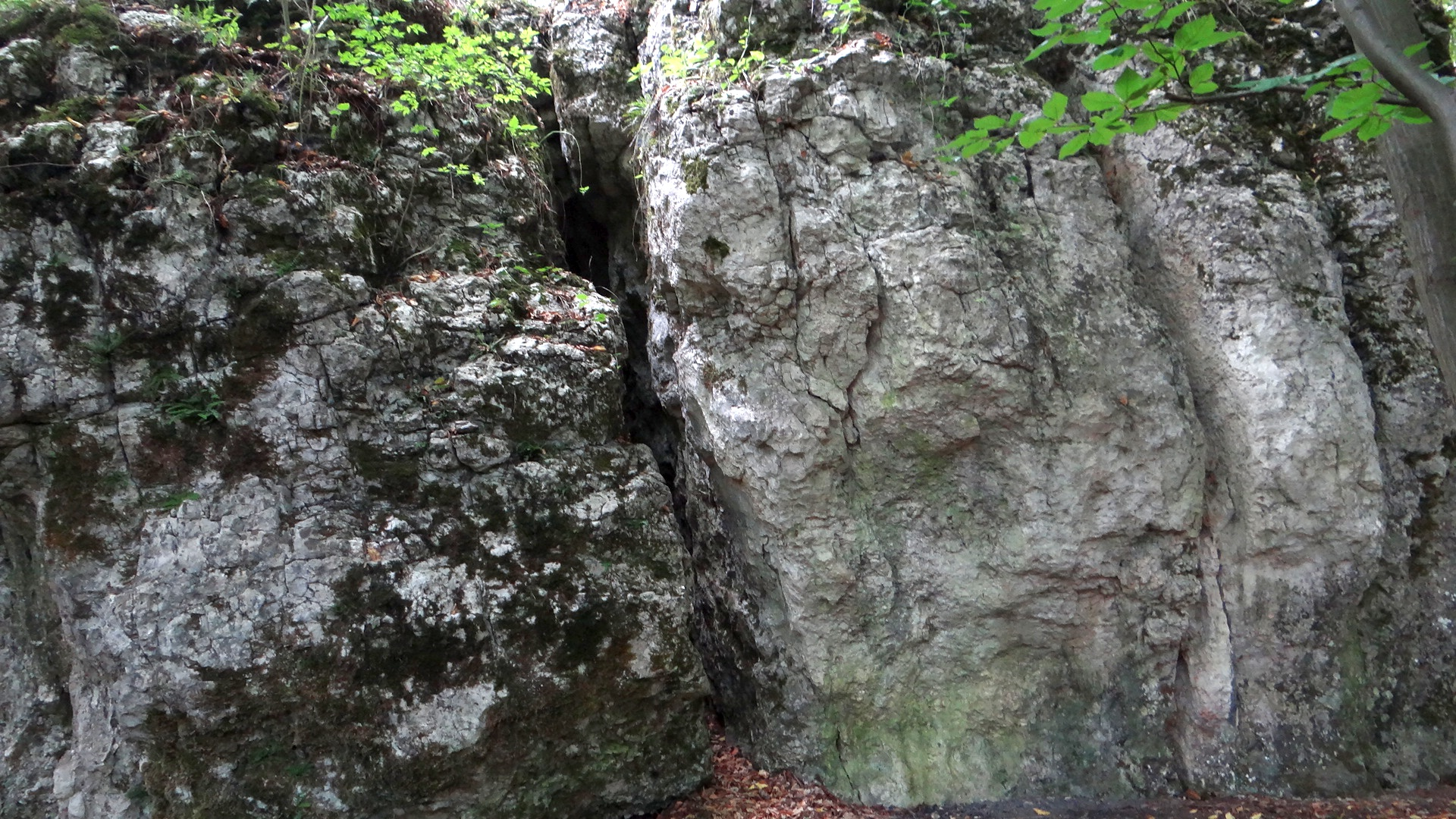
Szczelina wejściowa
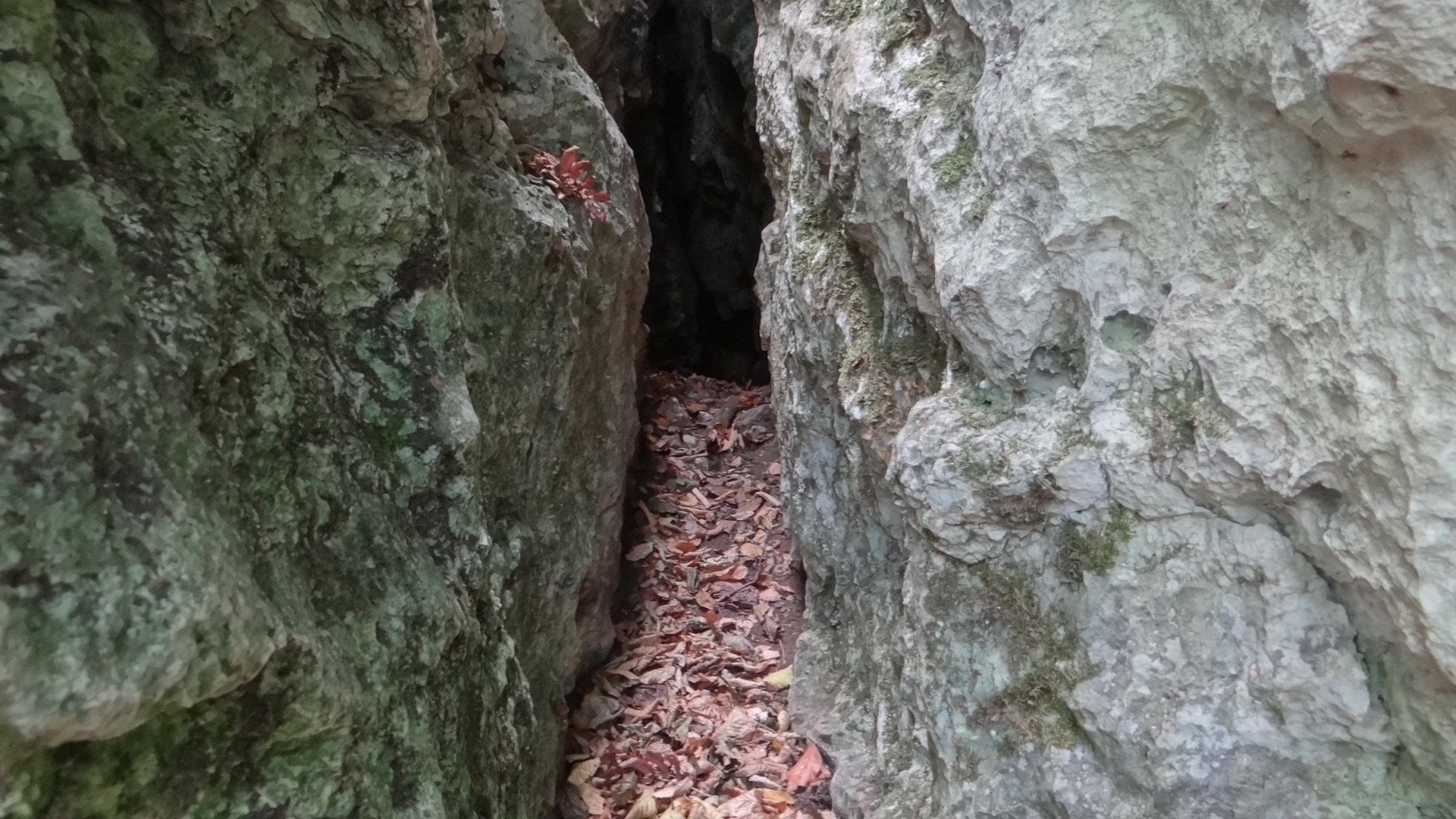
Wnętrze szczeliny wejściowej